# 吴章银
吴章银（1985年7月24日—），出生于韩国济州市，足球运动员，现效力于K联赛球队蔚山现代，他是韩国国家队的成员。

## 俱乐部生涯
2002年，吴章银在FC东京开始职业足球生涯，并创造FC东京队史最年轻出场球员纪录。2005年他回到韩国，加盟大邱FC。2007年，吴章银转会到蔚山现代，并跟随球队获得该赛季联赛杯冠军。2009年9月23日，他在和全北现代的比赛中上演职业生涯第一个帽子戏法。

## 国家队生涯
2006年10月8日，吴章银在和加纳的友谊赛中第一次代表国家队出场。